# 대구노전초등학교
대구노전초등학교는 대한민국 대구광역시 달서구 도원동에 있는 공립 초등학교이다.

## 학교 연혁
- 1997년 3월 3일 대구노전초등학교 개교
- 1998년 3월 10일 병설유치원 개원 (3학급)
- 2008년 3월 1일 47학급 편성(특수 1학급 포함)
- 2009년 3월 1일 44학급 편성(특수 1학급 포함)
- 2010년 2월 26일 돌봄교실 개설
- 2010년 3월 1일 45학급 편성(특수 2학급 포함)
- 2011년 6월 9일 다목적 체육관(꿈나래관) 준공
- 2011년 8월 31일 영어체험실 준공
- 2012년 3월 1일 42학급 편성(특수 2학급 포함)
- 2012년 3월 1일 제7대 이명주 교장 부임
- 2013년 3월 1일 40학급 편성(특수 2학급 포함)
- 2014년 3월 1일 38학급 편성(특수 2학급 포함)
- 2015년 3월 1일 36학급 편성(특수 2학급 포함)
- 2015년 3월 1일 제8대 정상영 교장 부임
- 2016년 2월 5일 제19회 졸업식 (졸업생 142명, 누계 4664명)
- 2016년 3월 1일 33학급 편성(특수 2학급 포함)
- 2016년 2월 4일 제18회 유치원 졸업식 (졸업생 27명, 누계 1002명)
- 2017년 2월 10일 제19회 유치원 졸업식(졸업생 27명, 누계 1029명)
- 2017년 2월 15일 제20회 졸업식(졸업생 130명, 누계 4794명)
- 2017년 3월 1일 28학급 편성(특수 2학급 포함)

## 교명 유래
우리 학교 설립 계획 때에는 교명을 '유천'으로 명명했다가 진천천 아래쪽에 있는 '유천'마을과는 거리도 멀어서 우리 마을의 의미가 담겨 있는 '노전'으로 이름 지었다고 한다. 본래 청룡산 맑은 물이 사시사철 흐르던 진천천 옆 한실들에는 갈대밭이 있어 여름이면 푸르럼이 더 하였고 가을이면 갈대꽃이 하늘을 수 놓았다고 한다. 이에 따라 이 지역 여러 어른들께서 '갈대 노(蘆)' '밭 전(田)' 즉 노전초등학교로 하면 좋겠다는 의견을 받아들여 대구노전초등학교로 명명되었다. (출처 : 학교 홈페이지)

## 통학 구역
- 도원동 3통～7통(한실들마을), 22통～24통(나래마을), 25통~28통(아람마을)

## 참고 자료
- 대구노전초등학교 - 한국교육학술정보원 학교알리미